# Cizinec (film, 2010)
Cizinec (v anglickém originále The Tourist) je americký akční film z roku 2010. Režisérem filmu je Florian Henckel von Donnersmarck. Hlavní role ve filmu ztvárnili Angelina Jolie, Johnny Depp, Paul Bettany, Timothy Dalton a Steven Berkoff. Jedná se o remake francouzského thrilleru Hledejte Anthonyho z roku 2005.

## Ocenění
Angelina Jolie a Johnny Depp byli za své výkony nominováni na Zlatý glóbus a film získal nominaci v kategorii nejlepší komedie či muzikál.

## Obsazení
| Angelina Jolie    | Elise Clifton-Ward            |
| Johnny Depp       | Frank Tupelo/Alexander Pearce |
| Paul Bettany      | John Acheson                  |
| Timothy Dalton    | Jones                         |
| Steven Berkoff    | Reginald Shaw                 |
| Rufus Sewell      | Lawrence Mason                |
| Christian De Sica | Lombardi                      |
| Alessio Boni      | Cerato                        |